# Росен Коларов
Росен Господинов Коларов е български лекар-стоматолог. Професор, преподавател във Факултета по дентална медицина на МУ Варна и в Националната спортна академия „Васил Левски“. Бил е управител на Специализирана болница за активно лечение по лицево-челюстна хирургия за периода 2001 – 2015 г. и председател на Управителния съвет на SOS Детски селища в България до 2019 г.. Изтъкнат художник-фотограф.

## Биография
Росен Коларов е роден на 10 юни 1959 г. в София. Завършва стоматология. Има признати специалности по Хирургична стоматология, Лицево-челюстна хирургия, Обща стоматология и по Социална медицина и здравен мениджмънт.
Той и брат му, именитият ревматолог проф. д-р Златимир Коларов, продължават професионалния път на родителите си. Баща им, д-р Господин Коларов, работел като лицево-челюстен хирург. Майка им, д-р Копринка Коларова, е била педиатър. Баба им Райна по майчина линия била известна лечителка и е оставила две тетрадки с ценни рецепти, излекували немалко болни. Народната лечителка е издънка от рода на българския възрожденец Иларион Макариополски и поета-сатирик Стоян Михайловски, тачен като автор на химна „Върви, народе възродени“.
През август 1990 г. д-р Коларов участва в учредяването на българското представителство на SOS Kinderdorf International. Към самотните деца има отношение още от 1988 година, когато като млад медик посещава с екип много домове за изоставени деца в България и прави безплатни прегледи. „Стори ми се по-страшно и от казарма!“, споделя Коларов. Той е от род с традиции в това отношение: "В началото на миналия век моята баба е взимала изоставено дете. Тогава това е било практика. Отглеждали са го и когато си е вземало занаята в ръцете, е започвало да се грижи само за себе си. А след това идвало друго, и пак така..."
Д-р Росен Коларов е запечатал с фотоапарата си лицата на изоставени деца. Така се ражда изложбата му „Непожеланите“ (1988). „Снимките бяха в минорна, но много реална светлина“. Сбирката за пръв път е подредена в коридорите на Българското национално радио, а малко по-късно и в Медицинска академия. До по-широката публика обаче стига едва след политическата промяна в страната. Първата ѝ истинска премиера е на 4 декември 1989 г. в Дома на киното. Това става благодарение на ентусиазма на режисьорката Бинка Желязкова.

## Художник-фотограф
Д-р Росен Коларов е преподавател в Нов български университет по предмета „Повърхности, структури и детайл“, както и в Софийски университет – по „Фотодокументалистика“.
Фотографският опит на д-р Росен Коларов е натрупван в продължение на повече от 40 години. Приоритетни жанрове за него са репортажната и пейзажната фотография. До 2011 г. д-р Коларов е участвал в над 70 национални и международни изложби и е носител на над 30 награди, между които в Япония, САЩ, Северна Македония, Сърбия и в други страни. Автор е на десетки публикации в българския и международния печат. Негови снимки са собственост на Музея за пресфотография в Осло и Музея на изобразителни изкуства „А. С. Пушкин“ в Москва.
Д-р Коларов има десет самостоятелни изложби, представяни в София и други градове на страната. Изложбата му „Непожеланите“ (1989) е експонирана във Франция и Полша. Многократно е участвал в журита на фотографски конкурси. Член е на Фотографска академия „Янка Кюркчиева“ и е носител на статуетката на Академията.
Изложбата му под наслов „Нрави български“ (2005) наричат „споделен култ към чезнещи житейски форми“. Тя съчетава чернобял цикъл с цветни пейзажи. Според критиката това е „изложба без сантимент и потрес, без страх и състрадание, без въодушевление и печал, без вкус към екзотиката и без туристическа умиленост пред отпадащия бит... Тези работи на Росен Коларов, които във фактичната си безкомромисност внимават да не изпаднат в патоса на недодялана суровост, са стъписващо свидетелство за това как може и трябва да се бяга от репортажа и цитата при работа с делника извън всекидневника.“
През септември 2010 година във фоайето на зала „България“ е подредена фотоизложбата на д-р Коларов „Музикални мигове“ с част от най-силните му творби. На премиерата е представена и току-що излязлата от печат книга с негови фотографии „Лица, съдби, нрави“. В изданието са включени снимки от различни творчески изяви, места и периоди. Героите на д-р Коларов са „обикновените хора с необикновени мечти“.
През ноември същата 2010 година в галерията на Българския културен институт „Дом Витгенщайн“ във Виена се открива благотворителната фотоизложбата „Поглед в три посоки“ на Росен Коларов и известните български фотографи Петър Абаджиев и Алеш Хръдличка. С нея се отбелязва 20-годишнината от създаването на „SOS Детски селища“-България. Тук Росен Коларов „улавя творческите предмети от всекидневието, които запечатват интимния, съкровен и топъл свят.“ В края на годината същата изложба е представена и в Чешкия център, София. Експозициите са съпроводени от изящните звуци на старинно виолончело под пръстите на проф. Венцеслав Николов – в концерта му „Контрасти“.
В теоретичния семинар към седмото издание на Международния фотофестивал Биенале „Фодар", проведен в края на април 2011 година в плевенската Художествена галерия „Илия Бешков" на тема „Съвременни митове", доц. д-р Росен Коларов е един от лекторите. В аранжирането и окачването на изложбите, а също и в семинара вземат участие негови студенти от специалност „Фотография" на НБУ.
Росен Коларов за своята работа:
„Майсторството се състои в това да уловиш онзи миг, който съдържа в себе си цялата история – всички емоции, всички страсти и надежди.“
„Красотата трябва да се улови, докато нещата се случват.“

## Публикации
- „Лица, Съдби, Нрави / People, Fates, Morals“. „Институт за съвременно изкуство“, София, 2010, ISBN 978-954-321-743-4
- „25 мига от детството“, София, 2018 г.
- „Извън фокус“, Издател Фондация „Фодар“, София, 2021, ISBN 978-954-91285-0-5
- „Фотографии от Куба“ Издател КЛМН, София, 2021, ISBN 978-954-2916-33-8

## Награди и отличия
- 1983 – Специална награда в конкурса „Студентски мигове“
- 1984 – Поощрение в конкурса „Студентски мигове“
- 1984 – Втора награда за диапорама във фотоконкурс „Човекът и природата“
- 1984 – Втора награда за диапозитив във фотоконкурс „Човекът и природата“
- 1984 – Шести републикански фестивал на художествената самодейност – златни медали – 3 бр., сребърни медали – 2 бр.
- 1985 – Първа награда на списание „Защита на природата“
- 1985 – Поощрение в конкурса „Студентски мигове“
- 1985 – Поощрение за диапорами в Биенале на фотографията 1985
- 1986 – Специалната награда във фотоконкурс на БЧК
- 1987 – Диплом за участие във втори салон за цветни диапозитиви гр. Плевен, Биенале на българската фотография’87
- 1987 – Сребърен медал за аудиовизоални серии в Биенале на фотографията 1987
- 1988 – Грамота за участие в четвърти салон за актова фотография ЕОС’88
- 1989 – Голямата награда за най-добра художествена защита на темата в Четвърти националин фотоконкурс „България древна и млада“
- 1989 – Първа награда за диапорама в Четвърти националин фотоконкурс „България древна и млада“
- 1989 – Втора награда за диапорама в Четвърти националин фотоконкурс „България древна и млада“
- 1989 – Втора награда за черно-бяла фотография в Биенале на фотографията 1989
- 1989 – Трета награда в първо международно биенали „Човекът и мирът“
- 1990 – Диплом за заслуга в конкурс на Червения кръст и Червения полумесец „Светът във фокус“ – Женева, Швейцария
- 1991 – Фотосалон „ЕОС“91 за актова фотографя – специалната награда
- 1992 – Национална изложба „Децата на България“ – втора награда
- 1995 – Награда „Окомото“ в конкурс „Да живеем заедно“ – Япония
- 1998 – Диплом за участие в международен фотофестивал „Деца в риск“ – гр. Казанлък
- 1999 – Специална награда на списание „Фотографки форум“ за най-добрите фотографии за годината – САЩ
- 2000 – Награда на списание „Фотографки форум“ за най-добрите фотографии за годината – САЩ
- 2006 – Статуетката на Фотографска академия за цялостен принос във фотографията;— „Академика 2006“[9]
- 2007 – Златен медал за монохромна фотография от Първия международен фотосалон – Варна 2007[10]
- 2007 – Диплом за участие в годишен преглед на българската фотография АКАДЕМИКА 2007
- 2008 – Първа награда в международен конкурс „Музика в обектива“
- Награди от конкурси в Сърбия, Македония, САЩ и др.
- Участия в Биенале на фотографията 83, Децата на България 86, Човекът и трудът 87, в общи изложби в Канада, Белгия, СССР, Китай, Полша, в общи изложби организирани от Фотографска академия и др.

Самостоятелни изложби: „Непожеланите“, „Лица от света“, „Нрави български“, „Един поглед, три посоки“, „Ars longa, vita breves est“, „Музикални мигове“, „Limes“, „25 мига от детството“, „Мнохромия в движение", „Куба“, „In tempore" и други.
Многократно е участвал в журита на фотографски конкурси.

## Семейство
Д-р Росен Коларов е женен за архитект Емилия Коларова. Имат син и дъщеря – Добрин и Мира.